# Ovularia lamii
Ovularia lamii är en svampart som först beskrevs av Gottlob Ludwig Rabenhorst, och fick sitt nu gällande namn av Pier Andrea Saccardo 1892. Ovularia lamii ingår i släktet Ovularia och familjen Mycosphaerellaceae.   Inga underarter finns listade i Catalogue of Life.